# Cyprián Lelek
Cyprián Lelek (20. října 1812 Dolní Benešov – 26. dubna 1883, Hlubčice) byl katolický kněz a slezský buditel.

## Život
Narodil se do rodiny kožešníka a měšťana Jiřího z Dolního Benešova a Barbory, rozené Kladivové, jakožto prvorozený syn. V roce 1822 nastoupil na přání rodičů na hlavní školu do Opavy, aby si zde osvojil němčinu kvůli pozdějšímu studiu na gymnáziu. Na gymnáziu v Opavě studoval šest let, načež v roce 1830 přestoupil do katolického gymnasia v Hlubčicích, kde o dva roky později odmaturoval. Následně studoval v katolickém semináři ve Vratislavi, kde jej v oblasti národního uvědomění velmi ovlivnil Jan Evangelista Purkyně. V roce 1835 byl v Poznani vysvěcen katolickým knězem. Po svém vysvěcení působil zprvu jako kaplan v Bavorově, později v Oldřišově a v letech 1839 až 1849 rovněž v Hlučíně.
V roce 1848 byl zvolen, jakožto mluvčí Moravců za ratibořský okres, do pruského sněmu v Berlíně. Mimo to byl v doplňujících volbách (po zabití Felixe Lichnovského) zvolen poslancem Frankfurtského parlamentu. Vzhledem k jeho politické aktivitě byl přeložen z Hlučína do Bavorova. Arcibiskupská konzistoř v Olomouci jej podezírala, že se podílel na vyvolání nepokojů v roce 1848. Až po dvaceti letech činnosti kaplana se v roce 1855 stal správcem expozitury nasiedlské farnosti ve Wódce. Díky poloze Wódky mohl Lelek spolupracovat s Janem Lepařem a Antonínem Vaškem. Jeho další činností bylo publikování článků „Z pruského Slezska“ v periodikách Opavský besedník, Opavský týdenník, Národní listy a Hlasy. Díky možnostem pruských školských zákonů vyučoval slovanský jazyk a této možnosti využil i jako školní inspektor pro děti Moravců. Byl autorem „Slabikáře a čítanky pro menší dítky“ (1844), „Čítanky pro dospělejší mládež“, rukopisu (1852) či „Opisu Slezska“ (1846). V roce 1846 publikoval pro pruské Moravce sešit časopisu „Holubice“.
Cyprián Lelek byl mimo jiné též sběratelem slezských národních písní a zvyků. František Sušil otiskl z celkových 600 písní celkem 20.
V Dolním Benešově je po něm pojmenováno hlavní náměstí s historickou zástavbou a v zámeckém parku je památník Cypriána Lelka.

## Publikace
- Slabikář a čítanka pro menší dítky (1844)
- Opis Slezska (1846)
- Čítanka pro dospělejší mládež (1852)